# Sercomtel
Sercomtel est un opérateur de réseau mobile et un fournisseur d'accès à internet dans l'État du Paraná, au Brésil. Sa gamme de services comprend la téléphonie fixe et mobile, ainsi que l'accès Internet à haut débit. Jusqu'en 2020 et au rachat de l'entreprise par Bordeaux Fundo de Investimento, celle-ci était publique, 50 % des parts appartenant à la municipalité de Londrina.

## Lieux desservis
Jusqu'en 2008, Sercomtel n'avait une concession pour fournir des services que dans deux municipalités (Londrina et Tamarana), bien que ses services étaient également fournis dans les villes voisines. 
Le 29 janvier 2009, Sercontel reçut l'autorisation du conseil d'administration d'Anatel d'étendre la zone desservie à l'ensemble de l'État de Paraná.